# Benteng Hilir
Benteng Hilir is een bestuurslaag in het regentschap Siak van de provincie Riau, Indonesië. Benteng Hilir telt 1693 inwoners (volkstelling 2010).